# تلمبه حسن علی محمد
تلمبه حسن علی محمد یک منطقهٔ مسکونی در ایران است که در دهستان کبوترخان واقع شده‌است.